# Blackball

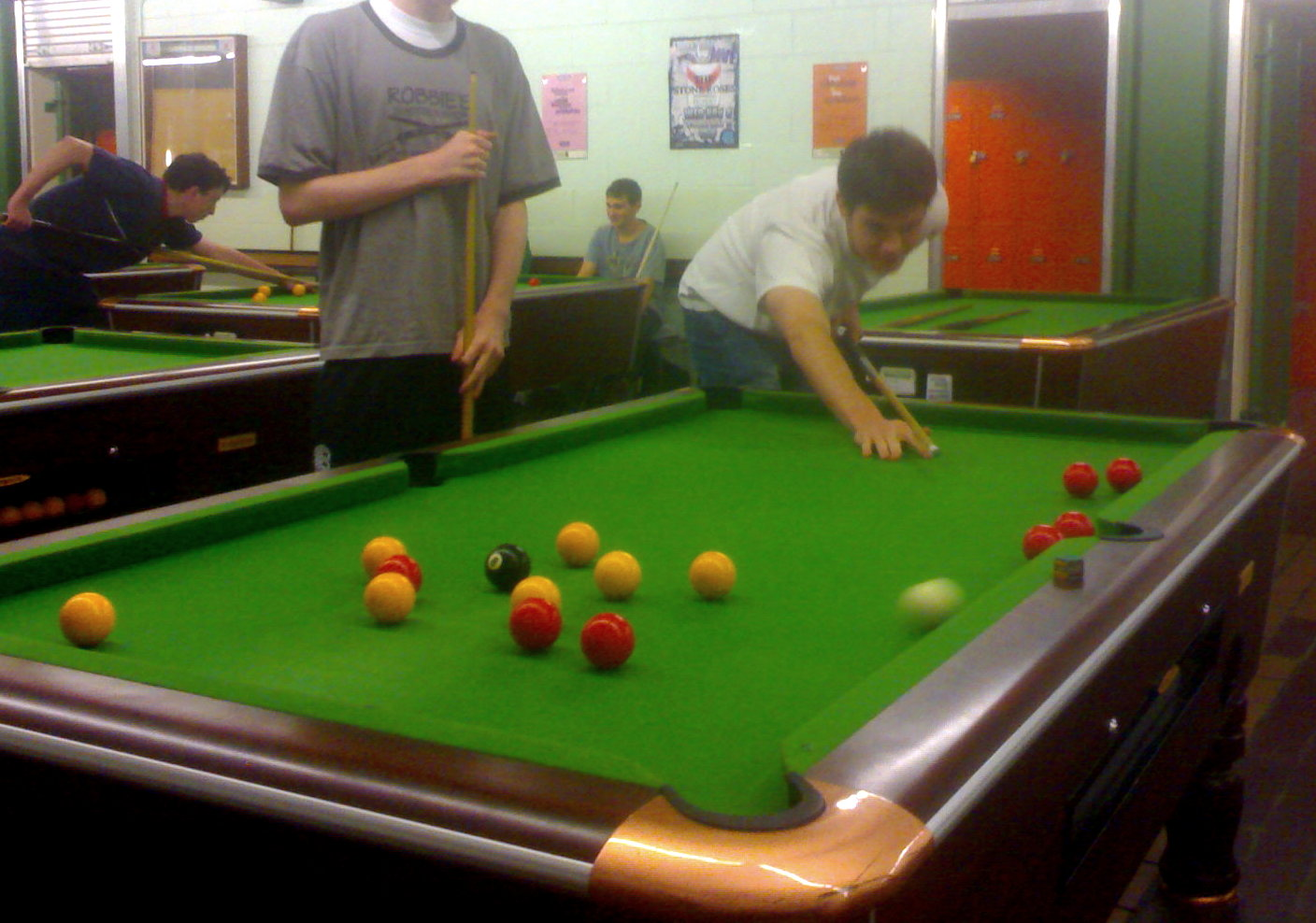
Blackball-Partie

Blackball ist eine Disziplin des Poolbillards, bei der mit fünfzehn Objektbällen (die Farbigen) und einem Spielball (die Weiße) auf einem 6-Fuß-Poolbillardtisch gespielt wird. Von den 15 farbigen Kugeln sind sieben gelb, sieben rot und eine schwarz.
Blackball hat ähnliche Regeln wie ein Vorläufer des 8-Ball, unterscheidet sich jedoch von diesem beispielsweise in der minimal abweichenden Größe der Kugeln, dem Verbot von Jumpshots oder dem Fehlen einiger Regeln wie z. B. dem ball in hand.

## Regeln
Blackball ist ein Ansagespiel. Das bedeutet, dass man vorher ansagen muss, welche Kugel in welche Tasche gespielt wird, wenn es nicht offensichtlich ist. Banker, das Spiel über Banden, oder Kombinationen sind z. B. selten offensichtlich und sollten stets angesagt werden.
Ziel des Spieles ist es, zuerst die Kugeln seiner Farbe und dann die schwarze zu versenken. Beide Spieler müssen zunächst versuchen, ihre Farbgruppe (gelb oder rot) komplett zu lochen, um dann die schwarze Kugel versenken zu dürfen, was bei korrekter Ausführung zum Gewinn des Spieles führt. Ein Spieler darf weiterspielen solange er es schafft, eine angesagte Kugel zu lochen ohne dabei ein Foul zu begehen.

### Aufbau und Break

Objektbälle beim Blackball vor dem Break

Die Objektbälle werden zu Beginn im Dreieck aufgebaut: die schwarze Acht kommt auf den Fußpunkt. Die Farbe der vorderen Kugel ist frei wählbar, danach wechseln sich die Farben an der Kante ab (siehe Bild), die Eckkugeln müssen aber unterschiedlicher Farbe sein.
Beim Break müssen mindestens zwei der Objektbälle über die Mittellinie laufen oder ein Objektball muss versenkt werden. Ist beides nicht der Fall, kann der Gegner entweder die Lage übernehmen oder den Neuaufbau einfordern (und hierbei auch über das Anstoßrecht entscheiden).
Fällt die Acht beim Break, wird neu aufgesetzt, der breakende Spieler darf erneut als erstes an den Tisch.

### Korrekter Stoß
Nachdem die Farbwahl getroffen ist, reicht es für einen korrekten Stoß aus, eine (im Zweifelsfall vorher angesagte) Kugel seiner Gruppe zu treffen und nach der Kollision mit dem Spielball oder einem Objektball eine Bande zu berühren und dabei keinen Ball des Gegners zu versenken.
Liegt ein Spieler zu Beginn seiner Aufnahme gesnookert, dann braucht er nach einer korrekten Karambolage keine Bande mehr berühren. Liegt die Weiße press an einer anderen Kugel der zu spielenden Farbe, so muss nur von der Kugel weg gespielt werden, die notwendige Karambolage gilt in diesem Fall bereits als erfüllt.

### Foul
Bei einem Foul (bspw. Lochen des Spielballes) des Gegners bekommt man einen Freistoß (Free Shot). Bei diesem Freistoß darf man auch ein Foul spielen, und erst dann beginnt die eigentliche Aufnahme. Ausnahme ist ein Foul während des Breaks, das nicht mit zwei Aufnahmen bestraft wird. Alternativ zum Free Shot darf die weiße Kugel auch zur Lageverbesserung frei im Kopffeld positioniert werden. Von dort dürfen auch Kugeln direkt angespielt werden, die selbst im Kopffeld liegen.

## Streit der Verbände
Die Verbände World Pool-Billiard Association und World Eightball Pool Federation streiten sich um die Zuständigkeit dieser Billardvariante, sodass sie beide Weltmeisterschaften austragen und leicht unterschiedliche Regelwerke herausgeben.
Aktueller Weltmeister der WPA ist Claudio Cassar aus Malta, bei der WEPF konnte zuletzt Mick Hill aus England den Weltmeisterschaftstitel gewinnen.
Eine weitere Weltmeisterschaft wurde von der PPPO (Professional Pool Players Organization) und der EUKPF (European and UK Pool Federation) ausgetragen. Seit 2005 findet dieses Turnier jedoch nicht mehr statt, nachdem die EUKPF in EBA (European Blackball Association) umbenannt und in die WPA eingegliedert wurde.